# 간세이
간세이(寛政, かんせい)는 일본의 연호(元号) 중 하나이다.
- 전후 : 덴메이(天明) 이후 - 교와(享和) 이전.
- 시기 : 1789년 ~ 1801년
- 천황 : 고카쿠 천황
- 쇼군 : 에도 막부의 도쿠가와 이에나리

## 개원(改元)
- 덴메이 9년 1월 25일(1789년 2월 19일), 궁궐이 불타는 등의 재난을 이유로 개원.
- 간세이 13년 2월 5일(1801년 3월 19일), 교와로 개원된다.

## 출전
『춘추좌씨전』의 「施之以寛、寛以済猛、猛以済寛、政是以和」.

## 간세이 시기에 일어난 일
- 간세이 개혁
- 6년
  - 우키요에계에 도슈사이 샤라쿠가 출현, 10개월간 활동한 후 모습을 감추다.
- 10년
  - 간세이레키(寛政暦)로 개력.

### 죽음
- 5년
  - 다카야마 히코쿠로
  - 하야시 시헤이
- 9년
  - 쓰타야 주자부로
- 12년
  - 구도 헤이스케

## 서력과의 대조표
| 간세이 | 원년   | 2년    | 3년    | 4년    | 5년    | 6년    | 7년    | 8년    | 9년    | 10년   | 11년   | 12년   | 13년   |
| ------ | ------ | ------ | ------ | ------ | ------ | ------ | ------ | ------ | ------ | ------ | ------ | ------ | ------ |
| 서력   | 1789년 | 1790년 | 1791년 | 1792년 | 1793년 | 1794년 | 1795년 | 1796년 | 1797년 | 1798년 | 1799년 | 1800년 | 1801년 |
| 간지   | 기유   | 경술   | 신해   | 임자   | 계축   | 갑인   | 을묘   | 병진   | 정사   | 무오   | 기미   | 경신   | 신유   |

## 같이 보기
- 일본의 연호 일람
- 간세이 3기인
- 간세이 3박사
- 간세이 3충신

| 이전 덴메이 | 일본의 연호 1789년 ~ 1801년 | 다음 교와 |